# Ganyrus reticulatus
Ganyrus reticulatus is een keversoort uit de familie glanzende bloemkevers (Phalacridae). De wetenschappelijke naam van de soort werd in 1894 gepubliceerd door Guillebeau.